# 카이로스엔터프라이즈
카이로스엔터프라이즈 (KAIROS ENTERPRISE)는 대한민국의 연예기획사 및 드라마 제작사이다. 가수 선비가 소속되어 있으며, 제작한 드라마로는 KBS 2TV의 패밀리가 있다.

## 소속 가수
- 선비 (가수)

## 제작 드라마
- 2012년 KBS2 패밀리